# ستریتژ پود کرمشنیکم
ستریتژ پود کرمشنیکم (به چکی: Střítež pod Křemešníkem) یک منطقهٔ مسکونی در جمهوری چک است که در ناحیه پلهریموو واقع شده‌است. ستریتژ پود کرمشنیکم ۳٫۷۴ کیلومتر مربع مساحت و ۶۶ نفر جمعیت دارد و ۵۸۴ متر بالاتر از سطح دریا واقع شده‌است.